# Hylaeus seabrai
Hylaeus seabrai là một loài Hymenoptera trong họ Colletidae. Loài này được Urban & Moure mô tả khoa học năm 2002.